# Миргородский 168-й пехотный полк
168-й пехотный Миргородский полк — пехотная воинская часть Русской императорской армии.

## Формирование полка
Полк сформирован 19 мая 1877 г. из Киевского местного батальона и запасно-отпускных, в составе 4 батальонов под названием Киевского местного полка. 10 октября 1878 г. из 3-го батальона этого полка сформирован 43-й резервный пехотный кадровый батальон, которому 26 марта 1880 г. высочайше пожаловано знамя. 25 марта 1891 г. батальону присвоено наименование Миргородского резервного батальона. 1 декабря 1892 г. батальон был переформирован в 2-батальонный полк и назван 186-м пехотным резервным Миргородским полком. 22 апреля 1893 г. полку присвоен № 169. 1 января 1898 г. сформированы еще 2 батальона, и полк назван 168-м пехотным Миргородским полком. Полковой праздник — 30 августа.

## Командиры полка
- 08.02.1904 — 28.08.1905 — полковник Галенковский, Илья Фёдорович
- 28.08.1905 — 25.02.1912 — полковник фон Стааль, Николай Фердинандович
- 25.02.1912 — 07.01.1915 — полковник Терлецкий, Александр Дмитриевич
- 12.09.1915 — 19.09.1916 — полковник Марченко, Николай Павлович
- 26.09.1916 — 02.08.1917 — полковник (с 22.07.1917 генерал-майор) Савищев, Николай Георгиевич
- 02.08.1917 — хх.хх.хххх — полковник Кураев

## Известные военнослужащие полка
- Нещадименко, Марк Петрович — младший врач, коллежский асессор